# Minotetrastichus
Minotetrastichus (лат.) — род мелких хальциноидных наездников из подсемейства Tetrastichinae (Eulophidae). Встречаются в Голарктике. Около 10 видов, в Европе 6 видов. В России 1 вид.

## Описание
Мелкие наездники-эвлофиды, длина 1-2 мм. Передний край клипеуса урезанный или с парой небольших округлых выпуклостей.
Передние крылья без постмаргинальной жилки. Щит среднеспинки как правило имеет срединную продольную линию. Жвалы 3-зубчатые. Усики 12-члениковые (булава из 3 члеников, жгутик из 3 сегментов, аннелюс из 2-4 сегментов). Нижнечелюстные и нижнегубные щупики состоят из 1 членика. Паразитируют на минирующих бабочках, жуках и перепончатокрылых; иногда гаперпаразитоиды других наездников. Близок к родам Aprostocetus и Eutetrastichus, отличаясь формой клипеуса и мелкими проподеальными дыхальцами. Таксон Minotetrastichus был впервые описан в 1977 году советским и российским гименоптерологом Виктором Владимировичем Костюковым (ВНИИ биологической защиты растений РАСХН, Краснодар) в качестве подрода в составе рода Tetrastichus, а в 1987 году повышен до родового статуса британским энтомологом М. В. Грэхемом (Graham, M. W. R. de V.).
- Minotetrastichus frontalis (Nees, 1834) — Европа
- Minotetrastichus loxotoma (Graham, 1961) — Великобритания, Венгрия, Норвегия, Словакия, Россия (Приморский край)[7]
- Minotetrastichus napomyzae (Domenichini, 1965) — Европа
- Minotetrastichus pallidocinctus (Gahan, 1932) — Куба, Ямайка
- Minotetrastichus platanellus (Mercet, 1922) — Европа, Неарктика
  - =Minotetrastichus ecus (Walker, 1839)
- Minotetrastichus prolongatus Graham, 1987 — Европа[2]
- Minotetrastichus treron Graham, 1987 — Европа[2]
- Minotetrastichus zeasmi Narendran, 2009 — Индия (Jharkhand)[8][9]
  - =Minotetrastichus zesmi Narendran
  - =Minotetrastichus ziasmi Narendran
- Другие